# Музеи Алма-Аты
Алматы является крупным культурным центром Казахстана. По состоянию на 2018 год в городе находится 27 государственных и частных музеев.

## История

### Дореволюционный период

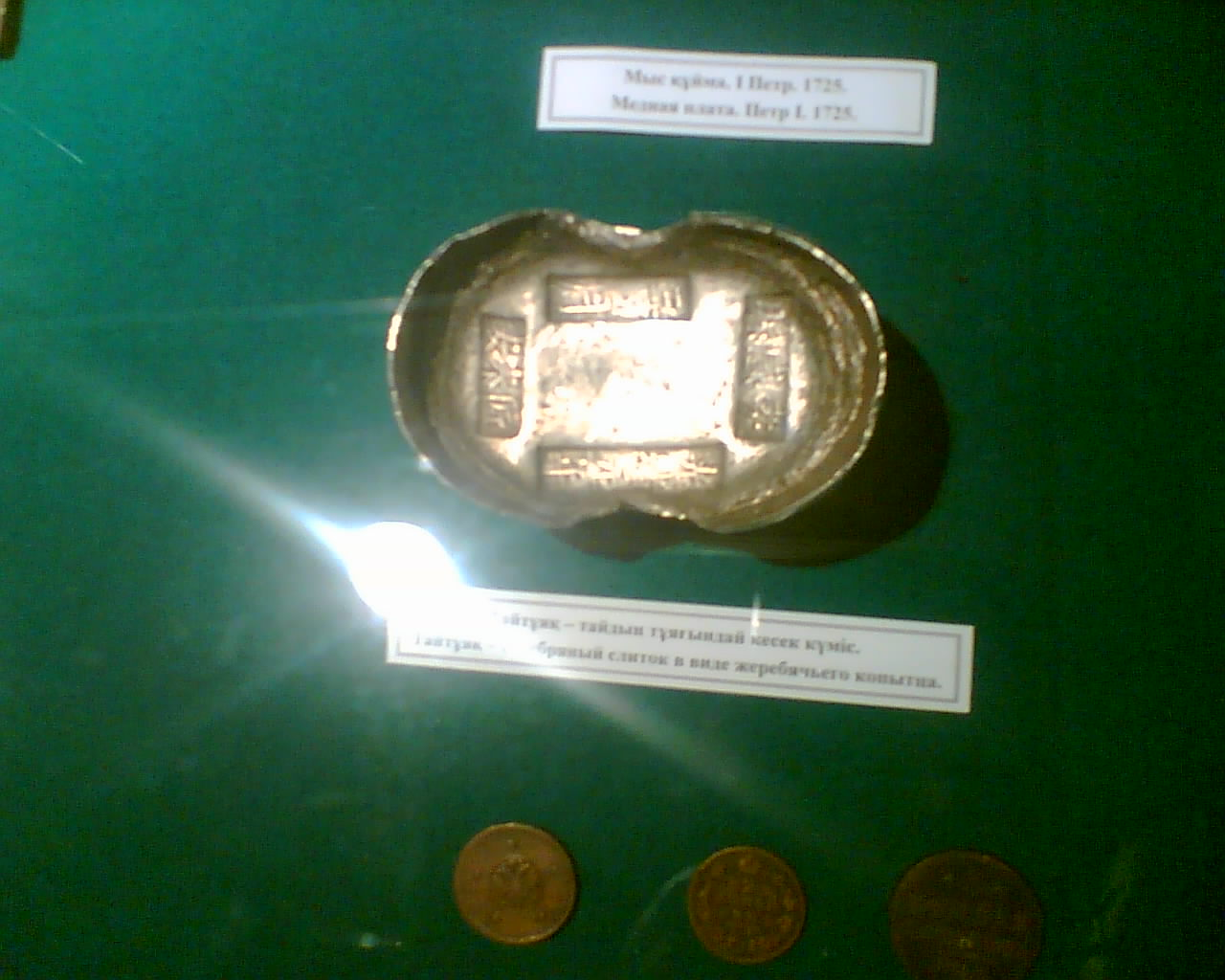
Китайский серебряный лян из коллекции Семиреченского областного музея

Музеи на территории современного Казахстана открывались научными обществами, губернскими статистическими комитетами, губернскими земствами, городскими самоуправлениями при широком участии местной передовой общественности и являлись часто единственными научными и научно-просветительными учреждениями дореволюционной провинции. Так, на 1913 год действовало три музея — в Оренбурге, Семипалатинске и Верном.
Значительный вклад в изучение истории культуры, этнографии южных казахов в конце XIX - начале XX веков внесли Туркестанские ученые и краеведы, объединившиеся вокруг научных обществ и культурно-просветительных учреждений Ташкента. В 1874 году из частных коллекций путешественников, посещавших Семиречье с научно-краеведческой целью и при помощи местной интеллигенции, впервые был создан музей в городе Верном, который позднее был преобразован в станичный музей Семиреченского казачьего войска. Эта дата и является днем образования первого музея в Семиречье.
Первым директором и главным хранителем фондов Семиреченского музея был краевед В.Е. Недзвецкий. Его подвижническая деятельность позволила значительно пополнить фонды музея, систематизировать собранные коллекции, издать ряд работ, имеющих научное значение в наше время.
Возглавляя Семиреченский областной музей, Недзвецкий внёс значительный вклад в его становление и развитие. Некоторые экспонаты из раздела «Живая природа», демонстрируемые до сих пор в Центральном музее Казахстана, изготовлены в своё время Недзвецким. По просьбе учёных П.П. Семенова-Тян-Шанского, Г.Л. Суворова, Н.В. Насонова и других, он собирал для них коллекции фауны Жетысу в двух экземплярах. Один оставляя в местном музее, а второй высылал ученым, получая взамен описание этих коллекций. Таким образом, данные музейные коллекции являлись результатом коллективного труда: усердного собирателя Недзвецкого и российских учёных-исследователей Семиречья.
Коллекция Семиреченского областного музея была настолько интересна, что нередко происходили кражи, совершаемые как местными жителями, так и иностранными гражданами. Так, хранитель музея писал:
Рядом лежавшие русские серебряные монеты и единственная золотая джигатайская оказались на месте, из чего я делаю вывод, что эта экспроприация была произведена не обыкновенными воришками ради наживы, а лицами, интересующимися нумизматикой.

### Советский период

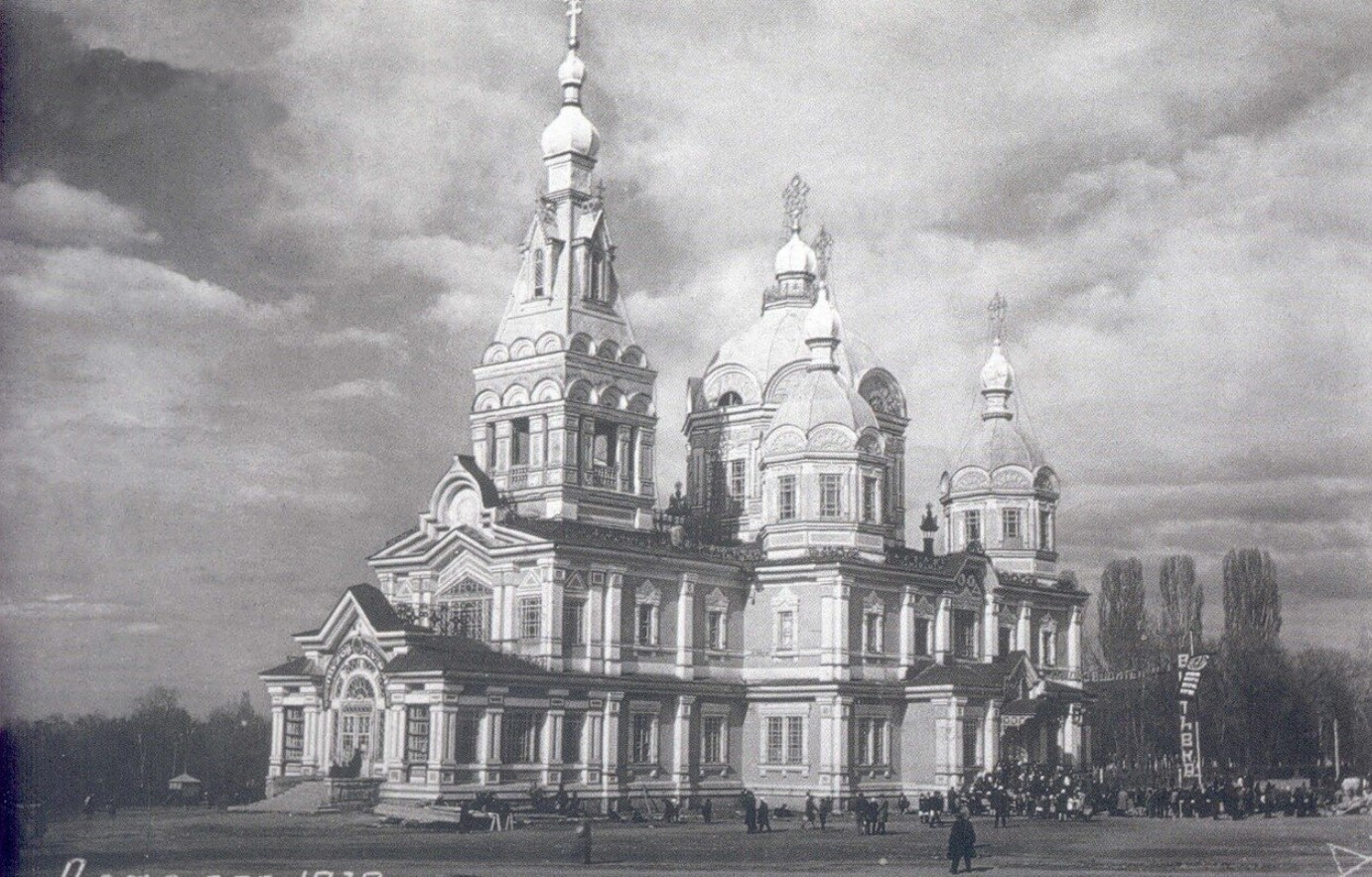
Туркестанский собор, в котором располагался Центральный музей с 1930 по 1985 гг.

В 1931 году из коллекции музеев Семиреченской области, казачьего войска и республиканского антирелигиозного комитета был создан Центральный Государственный музей Республики Казахстан, который расположился в здании Туркестанского Вознесенского кафедрального собора. Он стал крупнейшим собранием экспонатов по различной тематике на территории Казахской ССР.
Начало музею искусств имени А. Кастеева положила Казахская государственная художественная галерея имени Т.Г. Шевченко, основанная в 1935 году. Главными её задачами были сбор лучших произведений казахских художников и организация их творческих командировок. В 1936 году музеи Москвы и Ленинграда передали в галерею значительное количество произведений живописи, графики, скульптуры и прикладного искусства. К концу 1950-х годов фонды галереи насчитывали свыше 5 тысяч экспонатов, в том числе картины, репродукции произведений дореволюционных и советских художников, западноевропейских и восточных мастеров искусств.
Новым этапом в развитии музейного дела в Алма-Ате стал период Великой Отечественной войны, когда в город были эвакуированы видные учёные и деятели культуры со всего Советского Союза. В этот период формируются археологические, геологические коллекции при институтах Казахского отделения АН СССР. К юбилею Победы был открыт Военно-исторический музей в Доме офицеров.
В 1970-х и 1980-х годах XX века строятся новые здания для действующих музеев, а также открываются новые тематические музеи: книги, музыкальных инструментов, археологии и других.

### Независимый Казахстан

Музейно-научный центр «Гылым Ордасы»

После обретения независимости в городе было открыто большое количество новых музеев. Прежде всего это были коллекции исследовательских институтов и ведомственные собрания, которые были преобразованы в государственные музеи. 
Кроме этого было создано значительное количество мемориальных музеев. Это связано с тем, что Алма-Ата на протяжении семидесяти лет была столицей Казахской ССР и Казахстана, и большое количество деятелей культуры и искусства проживали в этом городе (академик К. Сатпаев, художник А. Кастеев, писатели М. Ауэзов, А. Байтурсынов и другие). Также стали открываться частные музеи и художественные галереи (Музей искусств «Умай»).
Значительным вкладом в развитие музейного дела стало открытие Музея истории Алматы, создавшего Объединение музеев города Алматы, и государственного учреждения «Гылым Ордасы», объединившего 4 музея, что позволяет систематизировать научную работу.
В 2015 году музеи города приняли участие в международной акции «Ночь музеев». Она объединила 10 музеев города, в том числе мемориальные музеи Д. Кунаева, мемориальный комплекс С. Муканова и Г. Мусрепова, а также ряд частных музеев.

## Список музеев

### Исторические
| Название                                                  | Адрес                       | Дата открытия | Изображение |
| --------------------------------------------------------- | --------------------------- | ------------- | ----------- |
| Центральный Государственный музей Республики Казахстан    | мк-н Самал-1, д. 44         | 1830 год      |             |
| Музей Алматы                                              | ул. Кабанбай батыра, 132/85 | 2001 год      |             |
| Военно-исторический музей Министерства обороны Казахстана | ул. Зенкова, 24             | 1965 год      |             |
| Музей истории казахстанской науки «Ғылым Ордасы»          | ул. Шевченко, 28            | 2010 год      |             |

### Художественные
| Название                                                    | Адрес                     | Дата открытия | Изображение |
| ----------------------------------------------------------- | ------------------------- | ------------- | ----------- |
| Государственный музей искусств Казахстана имени А. Кастеева | мкр. Коктем 3, дом 22/1   | 1976 год      |             |
| Музей искусств «Умай» имени Ж. Шарденова                    | ул. Наурызбай батыра, 108 | 2002 год      |             |

### Тематические
| Название                                                     | Адрес               | Дата открытия | Изображение |
| ------------------------------------------------------------ | ------------------- | ------------- | ----------- |
| Музей археологии «Ғылым Ордасы»                              | ул. Шевченко, 28    | 1973 год      |             |
| Геологический музей Казахстана                               | пр. Достык, 85      | 1997 год      |             |
| Республиканский музей книги                                  | ул. Кунаева, 120    | 1977 год      |             |
| Музей редких книг «Ғылым Ордасы»                             | ул. Шевченко, 28    | 2010 год      |             |
| Республиканский музей музыкальных инструментов имени Ыкыласа | ул. Зенкова, 24а    | 1980 год      |             |
| Музей природы «Ғылым Ордасы»                                 | ул. Шевченко, 28    | 1961 год      |             |
| Республиканский музей спортивной и Олимпийской славы         | ул. Сейфуллина, 551 | 1972 год      |             |
| Алматинский железнодорожный музей                            | ул. Панфилова, 110  | 1999 год      |             |
| Центр традиционной музыки                                    | ул. Момышулы, 5     | 2016 год      |             |

### Мемориальные
| Название                                                              | Адрес                | Дата открытия | Изображение |
| --------------------------------------------------------------------- | -------------------- | ------------- | ----------- |
| Литературно-мемориальный дом-музей М. О. Ауэзова                      | ул. Тулебаева, 185   | 1963 год      |             |
| Дом-музей Ахмета Байтурсынова                                         | ул. Байтурсынова, 60 | 1993 год      |             |
| Дом-музей Абылхана Кастеева                                           | ул. Бекхожина, 6а    | 2014 год      |             |
| Мемориальный музей и мемориальная квартира Д. Кунаева                 | ул. Тулебаева, 119   | 2002 год      |             |
| Литературно-мемориальный музейный комплекс С. Муканова и Г. Мусрепова | ул. Тулебаева, 125   | 1999 год      |             |
| Мемориальный музей академика К.И. Сатпаева                            | ул. Шевченко, 28     | 1989 год      |             |
| Мемориальный музей Н. Тлендиева                                       | ул. Кунаева,96       | 2014 год      |             |